# Teorema fundamental de la selección natural
El Teorema fundamental de la selección natural (Fisher's fundamental theorem of natural selection en inglés) es una idea en la genética de las poblaciones, desarrollada por Ronald Fisher, el estadista y biólogo evolutivo. Usa algunas notaciones matemáticas pero no es un teorema en el sentido de la matemática. 
Dice:
«El índice del incremento de una aptitud de cualquier organismo en cualquier momento es igual a su varianza en aptitud en aquel momento.»
O, en terminología más moderna:
«El índice del incremento en la aptitud mediana de cualquier organismo en cualquier momento atribuible a la selección natural actúa por cambios en la frecuencia genética y es exactamente igual a su varianza genética en la aptitud en aquel tiempo».

## Historia
Fisher se formuló el teorema en su libro de 1930 The Genetical Theory of Natural Selection. Fisher lo comparó con la ley de la entropía en la física. Dijo que «No es un poco instructivo que una ley tan similar debe tener la posición suprema entre las ciencias biológicas». Sin embargo, como consecuencia de la pelea de Fisher con Sewall Wright, el genetista estadounidense, sobre el paisaje adaptativo, y fue por esa pelea que por cuarenta años era mal interpretado el teorema para significar que la aptitud mediana de una población siempre incrementaría, aunque los modelos mostraron que no fue así. 
El estadounidense George R. Price mostró en 1972 que el teorema de Fisher es correcto como dicho, y que la prueba también es correcta, dada una errata o dos (véase Ecuación de Price). Price mostró que se resultó verdadero el teorema pero no le daba mucha importancia. La sofisticación que se apuntó Price, y que la estorbó la comprensión, es que el teorema tiene una fórmula por parte del cambio en la frecuencia de los genes, y ni por todo el cambio, o sea por la parte debido a la selección natural.
Obras más recientes (reseñado por Grafen en  2003) incrementen el entendimiento de Price de dos maneras. Intenta mejorar el teorema para cumplirlo, o sea, para buscar una fórmula por todos los cambios en la frecuencia de los genes, y sostener que los cambios parciales son de verdadera importancia conceptual, e intente extender otros resultados similares de cambios parciales en más y más modelos de la genética de las poblaciones.
Debido a factores que confunden las pruebas, estas son raras en cuanto al teorema, aunque en 2007 el efecto se probó en una población natural.